# Micrurus psyches
Micrurus psyches, conocida como serpiente coral del Caribe o serpiente de coral del norte es una especie de serpiente de la familia Elapidae con numerosos anillos negros que se alternan con estrechos amarillos (o blancos), con los anillos negros alternos notablemente diferentes en ancho; estos anillos alternativos a veces son de color mucho más claro.

## Descripción
Es una serpiente de coral de 3 colores, los adultos tienen generalmente una longitud de 0,55 a 0,70 metros (máx. 0,91 metros). La apariencia
es extremadamente variable; los anillos rojos melanizados dorsalmente pueden hacer que los especímenes se vean completamente negros, esencialmente
pareciendo bicolor (es decir, negro, con una serie de anillos blanquecinos o amarillentos estrechos muy estrechos), o 3 colores
amplios anillos rojos, alternando con 22 a 41 anillos negros más estrechos que bordean los anillos blancos muy finos.
La cola con tiene de 5 a 10 anillos negros.

## Distribución geográfica
Se distribuye en Guyana, Guayana francesa, Surinam, sur y este de Venezuela, norte de Brasil, sur de Colombia.